# Tipula (Eumicrotipula) subglabrata
Tipula (Eumicrotipula) subglabrata is een tweevleugelige uit de familie langpootmuggen (Tipulidae). De soort komt voor in het Neotropisch gebied.